# Wilhelm von Neufville
Johann Anton Friedrich Wilhelm Robert Freiherr von Neufville (* 9. April 1777 in Dillenburg; † 12. Dezember 1819 in Bonn) war ein fürstlich nassauischer Oberforstmeister.

## Leben
Johann Anton Friedrich Wilhelm Robert von Neufville war ein Sohn des Direktors der Landesregierung von Nassau-Dillenburg Robert de Neufville (1733–1801) und dessen Ehefrau Walberta-Elisabeth, geborene Passavant (1748–1825).
Er wirkte 1807 als fürstlich nassauisch-oranienburgischer Oberforstmeister in Dillenburg, 1808 als General-Forstinspektor für das Großherzogtum Berg in Düsseldorf und 1817 als Oberforstmeister in Bonn.
Er war 1818 Gründungsmitglied und wurde Vorsitzender der physikalischen Sektion der Niederrheinischen Gesellschaft für Natur- und Heilkunde zu Bonn. Von Neufville war Mitglied der Gesellschaft correspondierender Botaniker.
Am 28. Januar 1819 wurde Johann Anton Friedrich Wilhelm Robert von Neufville mit dem Beinamen Gastonis als Mitglied (Matrikel-Nr. 1128) in die Deutsche Akademie der Naturforscher Leopoldina aufgenommen.
Er war seit 13. Dezember 1805 mit Susanna Maria Rebecca Elisabetha, geborene von Riese (1775–1820), verheiratet. Das Ehepaar hatte fünf Kinder:
- Johann Robert Wilhelm Balduin von Neufville (* 12. März 1807; † 11. April 1878), verh. m. Auguste von Herff
- Wilhelm Heinrich von Neufville (* 29. November 1808; † 15. Juli 1846); n. verh.
- Auguste Johanne Luise von Neufville (* 22. Oktober 1810; † 19. Februar 1819)
- Joseph Johann Karl Wilhelm von Neufville (* 8. Februar 1817; † 24. Januar 1894), verh. m. Karoline von Rehfues, vier Töchter
- Marie Elisabeth Wilhelmine Luise von Neufville (* 28. Januar 1820; † 14. Februar 1822)

Die genannten Söhne erhielten 1838 die preußische Adelsanerkennung und -Erneuerung; eingetragen im rhein. Adelsmatrikel.